# Chromonephthea benayahui
Chromonephthea benayahui är en korallart som beskrevs av van Ofwegen 2005. Chromonephthea benayahui ingår i släktet Chromonephthea och familjen Nephtheidae. Inga underarter finns listade i Catalogue of Life.